# ABC-Abwehrzentrum „Lise Meitner“ Korneuburg
Koordinaten: 48° 21′ 34,5″ N, 16° 19′ 54,7″ O
Das ABC-Abwehrzentrum „Lise Meitner“ Korneuburg (ABCAbwZ) des österreichischen Bundesheeres ÖBH ist für die Ausbildung aller Offiziere, Unteroffiziere sowie Kaderanwärter der Waffengattung ABC-Abwehr zuständig.
Die Mitarbeiter des ABC-Abwehrzentrums sind Experten für den Schutz vor atomaren, biologischen und chemischen (ABC) Gefahrenstoffen. Als Kompetenzzentrum des Bundesheeres für Kampfstoffe bildet das ABC-Abwehrzentrum nicht nur die Spezialisten anderer Verbände aus, sondern betreibt auch entsprechende Forschung.
Das ABC-Abwehrzentrum ist in der Dabsch-Kaserne in Korneuburg, Niederösterreich stationiert.

## Auftrag

### Ausbildung
Das ABC-Abwehrzentrum ist die Basis der Aus-, Fort- und Weiterbildung im Fachbereich der ABC-Abwehr im ÖBH. Zur Umsetzung des Kursangebotes wirken die Lehrabteilung und die Abteilung Weiterentwicklung und höhere Fachausbildung zusammen. Jedes Jahr werden durchschnittlich 70 Ausbildungsgänge mit einer Durchlaufquote von etwa 700 Teilnehmern abgehalten. Es bietet sechs internationale Lehrgänge in englischer Sprache an, wobei zwei dieser Kurse als zertifizierte Ausbildungsgänge der NATO durchgeführt werden.
Die Zielgruppen für die Ausbildung am ABCAbwZ sind, neben den internationalen Stakeholdern, die ABC-Abwehrtruppe und die ABC-Abwehrfachdienste sowie das Brandschutzpersonal des Aktiv- und Milizkaders des ÖBH. Das Schwergewicht der Ausbildung für die ABC-Abwehrtruppe sind die Laufbahnkurse der Offiziere und Unteroffiziere der Waffengattung.

### Einsätze
Das ABC-Abwehrzentrum ist der einzige Verband der Waffengattung ABC-Abwehr, über den das ÖBH derzeit verfügt, der komplexe ABC-Abwehreinsatzaufgaben im In- und Ausland bewältigen kann. Es verfügt über eine ausgeprägte Hybridfunktion, begründet in der Lehre, Weiterentwicklung und im Einsatz in der Waffengattung. In der Einsatzaufgabe betrifft dies insbesondere das Sicherstellen der originären ABC-Abwehraufgaben des ÖBH, der ABC-Abwehrmaßnahmen zur Einsatzführung der Teilstreitkräfte zur Kampfunterstützung, Maßnahmen der qualifizierten Katastrophenhilfe im Inland und der Internationalen Humanitären und Katastrophenhilfe.

### AFDRU
Das ABCAbwZ ist als aufstellungs- und formierungsverantwortliches Kommando der Austrian Forces Disaster Relief Unit (AFDRU) dafür verantwortlich, dem operationellen Träger der Internationalen Humanitären und Katastrophenhilfe mit einer sehr kurzen Reaktionszeit (Marschbereitschaft innerhalb von zehn Stunden nach internationalem „Request“) zur Verfügung zu stehen.
Damit wird am ABCAbwZ eine Einheit zur Sicherstellung der Aufgaben des ÖBH gemäß Art. 79 des Bundes-Verfassungsgesetzes (B-VG), gem. § 2 Abs. 1 lit. d Wehrgesetz 2001 („die Hilfeleistung im Ausland bei Maßnahmen der Friedenssicherung, der humanitären Hilfe und der Katastrophenhilfe sowie Such- und Rettungsdienste“) 24/7 bereitgehalten.
Im September 2024 erfolgte in der Dabsch-Kaserne der Spatenstich zum Neubau eines AFDRU-Lagers, die Fertigstellung ist für Oktober 2025 geplant. Der Bau des neuen AFDRU-Lagers sei entscheidend, um den Anforderungen einer modernen Katastrophenhilfeeinheit gerecht zu werden.

## Ausrüstung

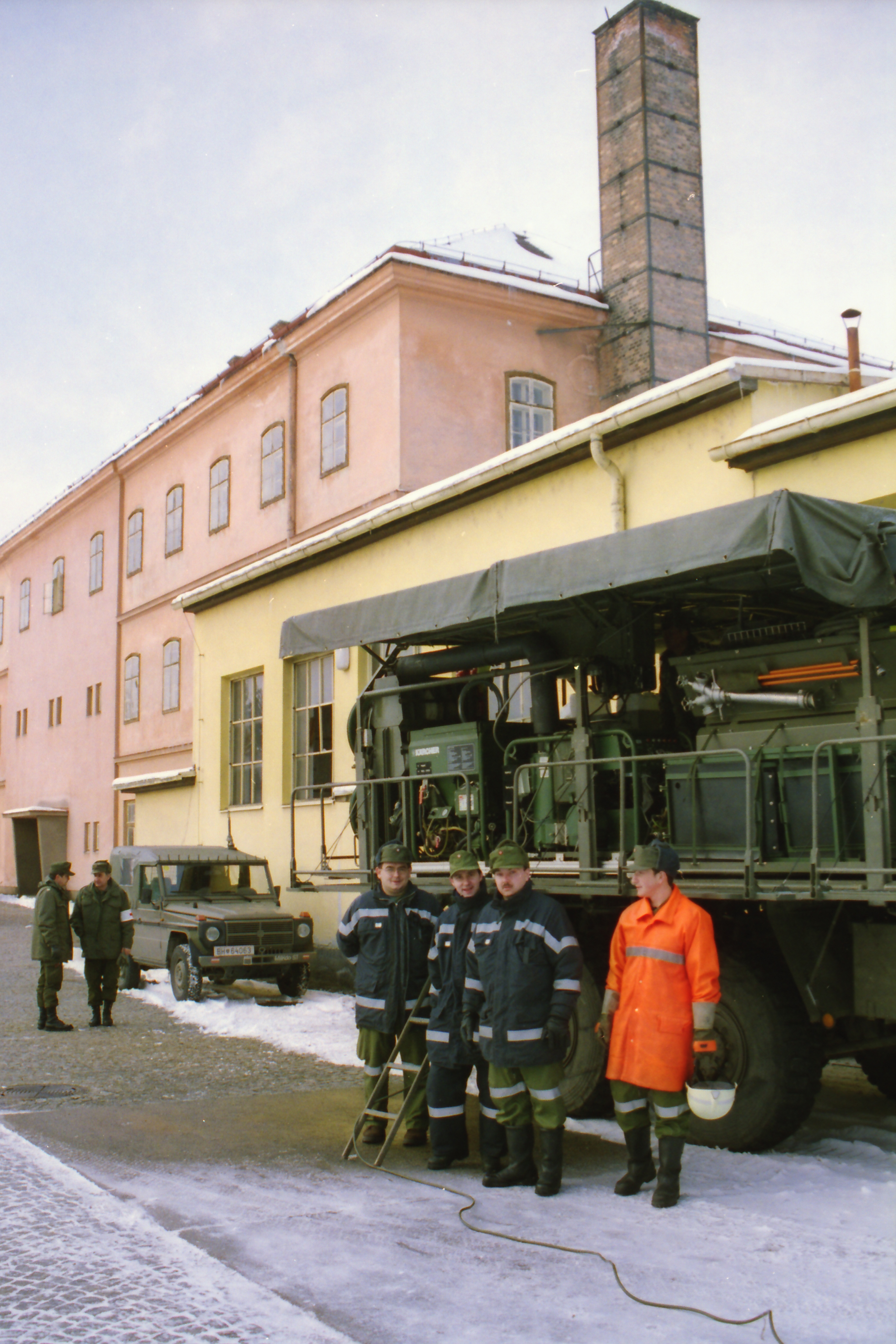
Übung des ABC-Abwehrzuges mit der Freiwilligen Feuerwehr

Das Bundesheer nutzt seit 2013 die ABC-Schutzmaske M2000, die ein Gemeinschaftsprodukt der beiden Firmen Auer und Dräger ist und seit 2005 auch von der deutschen Bundeswehr eingesetzt wird.

### Großgerät
- AC-Aufklärungsfahrzeug ATF (Dingo 2)
- ABC-Dekontaminationsfahrzeug MAMMUT
- ABC-Personendekontaminationsfahrzeug ÖAF 19/281
- ABC-Waffen- und Gerätedekontaminationsfahrzeug ÖAF 19/281
- ABC-Wasserversorgungsfahrzeuge (Doppelkabine) Steyr 19S27
- ABC-Löschfahrzeug (ABC-LF) auf MAN 18 340 TGM 4×4
- Tanklöschfahrzeuge (ABC-TLF 4000) ÖAF 19/281
- Flughafenlöschfahrzeuge (FLF 5000/1000-FIX MIX „Buffalo“) ÖAF 26/604 DFAE/6x6
- Trinkwasseraufbereitungsanlagen (physikalisch und chemisch)

## Geschichte

Dienstgradabzeichen eines Gefreiten der ABC-Abwehr

1957 wurde – zwei Jahre nach der Aufstellung des Bundesheeres der Zweiten Republik – die Luftschutztruppe in der Organisation einer Luftschutzabteilung aufgebaut. Sie bestand aus einer Luftschutzkompanie in Zwölfaxing und einem „Lehrinstitut“ in der Vega-Payer-Weyprecht-Kaserne in Wien.
Am 1. Februar 1959 wurde die Luftschutztruppenschule organisiert, die in der Großen Breitenseer-Kaserne und ab 3. November 1962 in der damals noch schwer zerstörten Wilhelm-Kaserne in Wien stationiert wurde.
Mit dem ABC-Abwehrkonzept 77 (Fokus auf Raumverteidigung) wurde die Luftschutztruppe in ABC-Abwehrtruppe umbenannt und neu organisiert. Es folgte u. a. die Aufstellung einer ABC-Abwehrkompanie des Armeekommandos an der damit neu bezeichneten ABC-Abwehrschule.
Aufgrund des enorm erhöhten Raumbedarfes verlegte die ABC-Abwehrschule ab 1999 in die Dabsch-Kaserne und ist seit 2002 in der Schule in Korneuburg untergebracht.
Im Jahre 2007 wurde Lise Meitner Namenspatronin der ABC-Abwehrschule.
Am 4. Oktober 2010 wurde das Kommando durch Verteidigungsminister Norbert Darabos von Brigadier Norbert Fürstenhofer an Oberst Michael Schuster übergeben.
Im April 2018 erfolgte die Kommandoübergabe von Oberst Michael Schuster an Oberst des Generalstabsdienstes Mag. Jürgen Schlechter.
Im März 2019 wurde die ABC-Abwehrschule zum ABC-Abwehrzentrum „Lise Meitner“ Korneuburg umbenannt.